# Marc Solsona Aixalà
Marc Solsona Aixalà (Mollerusa, 7 de abril de 1976) es un político español, actual alcalde de Mollerusa. Fue diputado por Lérida al Congreso de los Diputados en la X legislatura y, más tarde, diputado al Parlamento de Cataluña en la XI Legislatura.

## Biografía
Solsona estudió Geografía e historia por la Universidad de Lérida. Desde 1995 milita en Juventud Nacionalista de Cataluña (JNC), de la que  fue responsable comarcal en la Plana de Urgel y en 1998 vicepresidente de la Federación de Lérida.
Militante de Convergencia Democrática de Cataluña, a las elecciones municipales españolas de 1999 fue escogido concejal de Cultura, Juventud, Fiestas y Turismo del Ayuntamiento de Mollerusa, y entre 2003 y 2007 fue el primer teniente de alcalde del ayuntamiento, concejal de Régimen Interno y Coordinación de Áreas y Portavoz del Grupo Municipal de CIU al Ayuntamiento. El 17 de diciembre de 2010 tomó posesión del cargo de alcalde del Ayuntamiento de Mollerusa a raíz de la renuncia voluntaria de la exalcaldesa del PSC.
A las elecciones generales españolas de 2011 fue elegido diputado por Lérida. Ha sido portavoz de la Comisión de Agricultura, Alimentación y Medio ambiente y de la Comisión de Cultura. Renunció al escaño cuando fue elegido diputado a las elecciones en el Parlamento de Cataluña de 2015 dentro de las listas de Juntos por el Sí. A las elecciones en el Parlamento de Cataluña de 2017 fue elegido diputado, esta vez con la lista de Juntos por Cataluña.